# Parahypopta
Genre
Parahypopta est un genre de lépidoptères (papillons) de la famille des Cossidae.

## Liste des espèces
Selon GBIF (27 janvier 2023) :
- Parahypopta caestrum Hübner, 1804
- Parahypopta nigrosignata (Rothschild, 1912)
- Parahypopta radoti (Homberg, 1911)

## Systématique
Le nom valide complet (avec auteur) de ce taxon est Parahypopta Daniel, 1961.